# 17045 Markert
17045 Markert (1999 FV32) là một tiểu hành tinh vành đai chính được phát hiện ngày 22 tháng 3 năm 1999 bởi D. J. Tholen và J. Bauer ở Mauna Kea Observatory.